# Gladiolus magnificus
Gladiolus magnificus là một loài thực vật có hoa trong họ Diên vĩ. Loài này được (Harms) Goldblatt miêu tả khoa học đầu tiên năm 1989 publ. 1990.